# Mortification
Mortification es una banda australiana de metal extremo y cristiano formada en 1985 con el nombre de Light Force en la ciudad de Melbourne.
La banda no tiene un estilo de música particular ya que su sonido se basa en la mezcla de muchos subgéneros, los cuales son el death metal, groove metal, el grindcore e influencias de hard rock y rock and roll. Mortification había sido una de las primeras bandas de metal cristiano extremo. La manera en que combinó la fe cristiana con la pesadez de la música era única y muchas de las bandas del metal cristiano de hoy fueron inspiradas por Mortification.

## Historia
A mediados de los años ochenta, como Light Force, la banda tocaba una combinación de metal clásico basada en power metal, heavy metal y speed metal, con un éxito algo grande en su patria. A inicios de los 1990s la banda se especializó en el metal extremo, pero Steve todavía deseaba tocar una música más pesada con un mensaje cristiano, así se estableció un grupo con los integrantes Steve Rowe como bajista y vocalista, Jayson Sherlock como baterista y Cameron Hall como guitarrista. Lanzaron un demo en 1990 llamado “Break the Curse” bajo nombre de Lightforce, donde Steve dirigió las voces. Con este lanzamiento, la banda cambió musicalmente hacia un metal con un toque de death metal. Steve sentía que la nueva dirección de la banda también requería de un nuevo nombre, así que unos meses después la banda cambió su nombre a Mortification. “Break The Curse” fue remezclado y relanzado en 1994 por Nuclear Blast Records con un bonus track llamado "Butchered Mutilation". 
En 1991, lanzaron su álbum titulado con el nombre de la banda, “Mortification”, un disco con un estilo más pesado que el anterior, así como con un death metal antiguo. Michael Carlisle fue guitarrista cuando Cameron Hall salió de la banda, y la dirección musical cambió de nuevo. Muchas canciones fueron tomadas de su disco “Break the curse”, pero con guitarras más afinadas y tonos más bajos de los que había en su primer disco (un tono y medio). A la vez, las canciones eran más pesadas y con un estilo tirando a doom metal. También Steve demostró ser un vocalista excelente del death metal, presentando algunos gruñidos a lo largo del álbum.
En 1992, la banda había firmado con Nuclear Blast Records en Alemania, que tenía los nombres más grandes del death metal en su lista. Mortification se preparó, Steve Rowe afinó su bajo en un Do igual a Michael Carlisle. Jayson Sherlock reemplazó su viejo doble pedal por un doble bombo que sería un aporte eficaz para el disco. Así Mortification lanzó su segundo álbum Scrolls of the Megilloth que tuvo gran éxito, en la escena del death metal. Este disco reemplazó el estilo death metal antiguo por un death metal veloz, con unas voces guturales, con una batería que generalmente contenía doble bombo y una guitarra muy distorsionada. La formación se había aventajado, jugando un poco del death metal rápido con algunos tactos de gruñidos aquí y allí. Una compilación de 8 videos de Mortification también fue lanzada.
La banda conquistó la nueva tierra con su lanzamiento “Post Momentary Affliction” en 1993. La mayoría de las personas sintieron las nuevas voces de Steve. Mezclado junto con los gruñidos, él tenía algunos gritos que juntos trabajaron muy bien. La banda también experimentó con el Industrial, cosa que no han hecho mucho desde entonces. Jayson Sherlock tuvo su último concierto con la banda en el festival de Blackstump en 1993, y el concierto fue lanzado en CD y también en VHS bajo el nombre de “Live Planetarium”. Jayson dejó la banda y se unió Phil Gibson.
En 1994 la banda saca un disco titulado "Blood World" el cual mezcla elementos más modernos del thrash metal. El disco decepcionó a muchos por tener un sonido crudo. No obstante, fue un importante disco en los Estados Unidos; pero lamentablemente Phil y Michael dejaron la banda y Steve hizo una pausa en el ámbito musical.
En 1994 Steve Rowe forma su propio sello llamado Rowe Productions también "Break the Curse" fue relanzado bajo este sello.
En 1995 la banda lanza el disco llamado "Primitive Rhythm Machine" que contiene un estilo crudo y pesado. En este disco Steve Rowe mezcla todos los estilos de sus antiguos discos death metal, thrash metal, groove metal. este álbum contó con la colaboración de George Ochoa (ex Deliverance) en la guitarra él fue uno de los productores del disco.
También en ese año, fue lanzado The Best Of Five Years, un álbum de compilación de material más viejo. Dos canciones de cada lanzamiento anterior hicieron una introducción buena para los nuevos fanes, y mostraron la innovación que habían tenido en su sonido. Este era el último álbum en ser lanzado por el sello Intense Records.
En 1996, Steve Rowe comenzó la búsqueda de un nuevo baterista y guitarrista. La posición de baterista estuvo ocupada durante mucho tiempo por Keith Bannister, que se había hecho cristiano durante el primer viaje de Mortificación por el año 1990. Él aprendió a tocar la batería mientras Mortification iba de viaje, y cuando volvieron, Steve vio que había estado practicando, y estuvo asombrado de su progreso, de modo que inmediatamente lo eligió para ocupar el lugar de baterista en la banda. La guitarra fue ocupada por el guitarrista Lincoln Bowen. Juntos grabaron el álbum "EnVision EvAngelene". Este disco mezcló elementos de metal clásico, thrash metal y añadieron una sensación de punk a algunas canciones. El primer corte es una épica de 18 minutos sobre la crucifixión de Cristo desde el punto de vista de los ángeles.
Los dos EP en vivo también fueron lanzados, "Noah Sat Down And Listened To The Mortification Live EP While Having A Coffee" y "Live Without Fear". A diferencia de su primer álbum en vivo "Live Planetarium" del festival Blackstump, éste fue grabado en un pequeño club, con un sonido crudo... el sonido de un concierto verdadero de Mortification.
Luego, una compilación de videos de la cinta llamada "EnVidion" fue lanzada, conteniendo numerosas cantidad de videos musicales y entrevistas.
Ese año también se lanzó una novela escrita por Steve Rowe titulada "Minstrel". Un buen libro para leer y coleccionar.
Al año siguiente se veía a Mortification pasar por algunas tragedias increíbles: Steve Rowe contrajo una enfermedad que arrastraría durante año y medio: la Leucemia linfática aguda. La vida de Steve estuvo muchas veces en riesgo pero Steve logró superarlo a pesar de que muchas veces los doctores le habían dado solo horas de vida y le habían hecho un trasplante de médula sin éxito. También fue lanzado un álbum con covers de Mortification llamado Modification en el cual los amigos de Steve participaron.
Pronto después de su milagrosa recuperación, Mortificatión sacó el álbum "Triumph Of Mercy" en 1998, que fue lanzado por Rowe Productions. Este disco se centró en lo que Steve y la banda habían pasado durante los dos últimos años. El estilo del álbum es una mezcla de groove metal y thrash metal.
En 1999 fue lanzado "Hammer of God" y como "Triumph Of Mercy" es una mezcla de thrash metal y power metal, los elementos metálicos del death metal estuvieron ausentes, pero el mensaje era el mismo: letras poéticas con temor de Dios.
En 2000, Mortification sacó otro álbum en vivo llamado "Ten Years Live Not Dead", donde principalmente se presentó el material de sus álbumes nuevos más una nueva canción llamada "Dead Walking man". Fue grabado en el Festival Blackstump en 1999, con un gran sonido. Por otro lado, Keith Bannister dejó la banda, y fue encontrado rápidamente un reemplazo: el joven baterista Adam Zaffarese.
Posteriormente fue lanzado el álbum "The Silver Cord is Severed" en 2000 y la banda continuó su primera gira mundial. Esta gira conquistó el mundo ya que fueron a Sudáfrica, Europa, Estados Unidos, México, Chile, Brasil y Argentina. El sonido siguió siendo thrash metal y power metal. Al final de 2000 Lincoln Bowen se marchó, y la banda se dividió, lo que parecía ser el final de Mortification.
Una colección de canciones de Mortification fue lanzada en 2002, en un álbum llamado "Ten Years: 1990 - 2000 Power, Pain And Passion.
Sin embargo, las cosas cambiaron cuando los guitarristas Jeff Lewis y Mick Jelinic se integraron a la producción, y en 2002 lanzaron "Relentless". El álbum entró en una dirección ligeramente más pesada con mucho thrash metal y metal clásico. La banda tocó en vivo con 4 miembros solo algunas veces, puesto que Jeff Lewis dejó la banda para unirse a la banda de death metal técnico Sympathy.
En 2004 vio a luz el álbum "Brain Cleaner", esta vez con el ex-Cybergrind y ahora miembro de Martyrs Shrine: Michael Forsberg en la batería. Este ha sido su producción más pesada en 10 años, con rápidos Thrash que dominan el álbum y con mucha influencia de groove y death metal.
luego hubo una separación de caminos con Mike Forsberg y se unió a la banda el rápido y preciso baterista Damien Percy el miembro de la banda de power metal Skymaze.
En 2006, Mortification lanza un nuevo álbum llamado "Erasing The Goblin" ("Borrando al duende"). El álbum tiene un sonido Death/Thrash más antiguo y muy parecido al de sus 3 primeros álbumes.
Luego fue lanzado el DVD en vivo llamado Live Humanitarian que contó con un gran sonido y donde se interpretaron algunas canciones del nuevo álbum y de los 2 anteriores. Damien Percy salió de la banda.
En 2009 fue lanzado un álbum llamado The Evil Addiction Destroying Machine. este álbum es una combinación de thrash y power metal, contó con la colaboración de Adam Zaffarese en la batería, cabe destacar que Adam solo contó con dos semanas para aprender y grabar las canciones del álbum, sin embargo la batería de este álbum es realmente una combinación entre técnica y velocidad única. Además de unas poderosas guitarras y solos de Michael Jelinic. Adam colaboró en la regrabación de 5 canciones para el próximo álbum que será la conmemoración de los 20 años de la banda. luego Adam Zaffarese dejó la banda para unir a Bellusira.
Tras una para en el ámbito musical Steve Rowe y Mick Jelinic iniciaron sus proyectos personales con Wonrowe Vision y Terraphobia respectivamente. para reunirse de nuevo en el año 2011 y empezar a trabajar en el siguiente álbum de estudio de Mortification, esta vez Mick Jelinic dejó la banda y se unió Troy Dixon en las seis cuerdas y el nuevo baterista Andrew Esnouf, luego de algunos meses Troy Dixon dejó la banda por otras ocupaciones y fue su reemplazo después de diez años Lincoln Bowen que redirigió las guitarras para lanzar el último álbum de estudio llamado Scribe of the Pentateuch. este álbum es un estilo power metal, thrash metal con los característicos gritos de Steve mezclando por primera vez en 22 años voces limpias en el álbum.

## Miembros actuales
- Steve Rowe (Voces & bajo)
- Lincoln Bowen (Guitarra)
- Andrew Esnouf (Batería)

### Antiguos miembros
- Jeff Lewis (Guitarra)
- Phil Gibson (Batería)
- Jayson Sherlock (Batería)
- Cameron Hall (Guitarra)
- Michael Carlisle (Guitarra)
- George Ochoa (Guitarra) (invitado)
- Dave Kellogg (Guitarra) (invitado)
- Jason Campbell (Guitarra) (invitado)
- Bill Rice (Batería) (invitado)
- Keith Bannister (Batería)
- Lincoln Bowen (Guitarra)
- Damien Percy (Batería)
- Mike Forsberg (Batería)
- Adam Zaffarese (Batería)

## Discografía

### Álbumes
- 1990 - Break the Curse
- 1991 - Mortification
- 1992 - Scrolls of the Megilloth
- 1993 - Post Momentary Affliction
- 1994 - Blood World
- 1994 - Live Planetarium
- 1995 - Primitive Rhythm Machine
- 1996 - The Best of Five Years
- 1996 - Envision Evangelene
- 1996 - Modification - A Tribute to Steve Rowe and Mortification
- 1996 - Noah Sat Down & Listened to the Mortification Live EP While Having a Coffee
- 1996 - Live Without Fear
- 1998 - Triumph of Mercy
- 1999 - Hammer of God
- 2000 - Ten Years Live Not Dead - 2000
- 2001 - The Silver Cord is Severed
- 2002 - Ten Years: 1990 - 2000 Power, Pain and Passion
- 2002 - Relentless
- 2004 - Brain Cleaner
- 2006 - Erasing the Globin
- 2007 - Live Humanitarian
- 2009 - The Evil Addiction Destroying Machine
- 2010 - Twenty Years in the Underground
- 2012 - Scribe of the Pentateuch
- 2015 - Realm of the Skelataur

### Videos
- 1991 - Metal Missionaries.
- 1993 - Grind Planets - 55 Minutos.
- 1994 - The History Of Mortification.
- 1994 - Live Planetarium - 60 Minutos.
- 1996 - EnVision - 60 Minutos.
- 2002 - Conquer The World - 95 Minutos.
- 2005 - Grind Planets Reissue - 89 Minutos.
- 2008 - Live Humanitarian - 2 DVDS

- Datos: Q1123016
- Multimedia: Mortification (band) / Q1123016